# سامسونج جالكسي جراند نيو
سامسونج جالكسي جراند نيو (بالإنجليزية: Samsung Galaxy Grand Neo)‏ هو هاتف ذكي من سامسونج ضمن سلسلة سامسونج جالكسي جراند يعمل بنظام أندرويد.

## الخصائص
- نظام التشغيل: أندرويد 4.4.2
- الكاميرا الخلفية: 5 ميجا بكسل
- الذاكرة: 1 جيجا
- التخزين: 8 جيجا